# Młodzi przyjaciele
Młodzi przyjaciele (wł. Amici per la pelle) – włoski dramat filmowy z 1955 roku w reżyserii Franca Rossiego.
Obraz był nominowany do nagrody BAFTA dla najlepszego filmu z jakiegokolwiek źródła w 1957 roku oraz do nagrody Złotego Lwa na 16. Międzynarodowym Festiwalu Filmowym w Wenecji, podczas którego 2 września 1955 film miał swoją premierę.

## Opis fabuły
Po początkowych animozjach dwaj czternastolatkowie Mario i Franco zaczęli się przyjaźnić. Mario pochodzi z rodziny drobnomieszczańskiej, zaś Franco jest jedynym synem włoskiego dyplomaty. Franco zaczął odwiedzać kolegę i być zafascynowanym jego pewnością siebie i ciepłą atmosferą jego rodzinnego domu. Gdy po jakimś czasie ojciec chłopca został skierowany na inną placówkę dyplomatyczną i zmuszony do opuszczenia Rzymu, Mario zaprosił kolegę, by ten zamieszkał razem z nim. Chłopcy pokłócili się jednak ze sobą z powodu zdrady przyjacielskiej tajemnicy.

## Obsada
W filmie wystąpili, m.in.:
- Geronimo Meynier jako Mario
- Andrea Sciré jako Franco
- Vera Carmi jako matka Maria
- Luigi Tosi jako ojciec Maria
- Carlo Tamberlani jako ojciec Franca
- Paolo Ferrara jako nauczyciel
- Marcella Rovena jako nauczycielka
- Leonilde Montesi jako nauczycielka
- Ignazio Leone jako wuefista
- Maria Chiara Bettinali jako Margherita
- Isabella Nobili jako uczennica

## Nagrody
- 16. MFF w Wenecji (1955):
  - Navicella d'oro, nagroda OCIC (Office Catholique International du Cinèma)